# 関口舞
関口 舞（せきぐち まい、1990年11月9日 - ）は、日本の実業家。株式会社プールサイド代表取締役社長。

## 経歴
群馬県前橋市出身。思春期に2ちゃんねるを利用した際、インターネットで人間関係が広がる可能性に興味を抱く。群馬県立前橋女子高等学校を経て明治大学文学部日本文学専攻を卒業。その後、広告代理店に勤務するも半年で退職。2014年3月、株式会社プールサイドを創業。 
「好きな人と両想いかどうか確認できる」純愛専用両想い確認アプリone heartをリリースし、app storeカテゴリランキングで10位以内となる。多数の両想いを成就させた経験から「インターネットで人間関係をより良くする、新しい人間関係を作る、世界規模のサービスを作る」ことを決意。2014年11月、松村有祐とともにインキュベイトファンドから資金調達して株式会社LIPを創業した。SNSを活用した広告宣伝やバイラル・マーケティングを多数仕掛け、2015年末に企画したInstagramの『#2015bestnine』はオバマ大統領夫人やドナルド・トランプをはじめ世界で1500万人が参加。2017年5月リリースのエムグラム診断は1か月で400万人が利用した。サンフランシスコでテストマーケティングなどを実施して「会社・学校など普段の生活では得られないつながりを提供する」マッチングSNS「Lemon」を運営した。
2022年1月現在は、仕事の悩み相談室・転職支援を実施しつつ、ニュース番組のコメンテーターなどでいじめ問題を提言している。また仕事や恋愛のSNS活用術や若者のキャリアについて講演やセミナーを催している。

## 出演番組
- テレビ - モーニングCROSS（東京メトロポリタンテレビジョン）- 2021年3月
- ラジオ - Memories & Discoveries（エフエム東京）2021年1月1日 - 、金曜担当パーソナリティ[6]）